# Arcandor

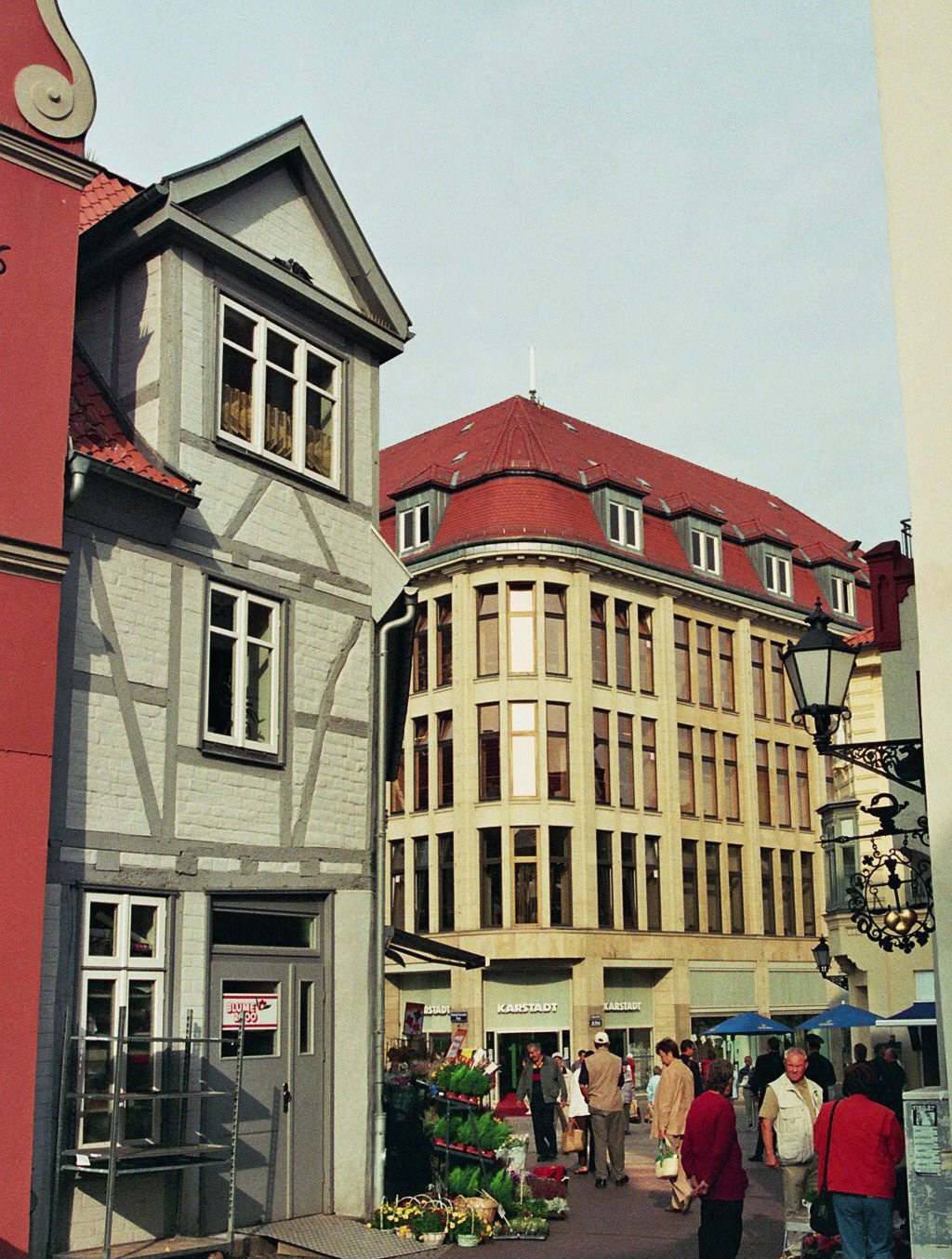
El primer gran almacén de Karstadt inaugurado en 1881 en Wismar.

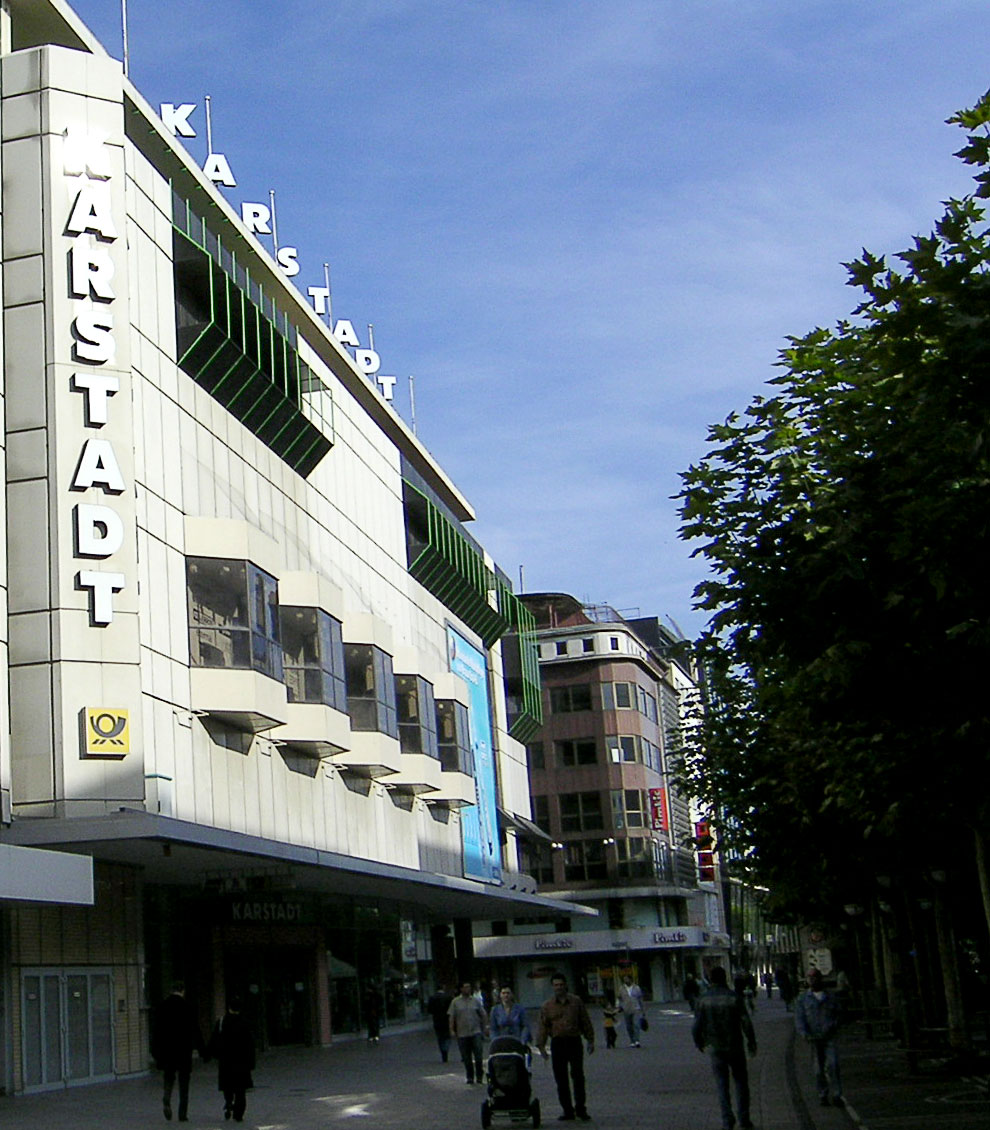
Karstadt en Fráncfort.

Arcandor AG (KarstadtQuelle AG hasta el 30 de junio de 2007) es un holding con su sede principal en Essen, Alemania que abarca la venta directa, por catálogo o en Internet, así como servicios turísticos. Fue creada en 1999 desde la fusión de Karstadt Warenhaus AG, fundada en 1920 y Quelle Schickedanz AG & Co, fundada en 1927. En 2005 la corporación daba empleo a unos 68.000 empleados y facturaba 15,5 miles de millones de euros. Sus acciones cotizaban en el Mid Cap DAX hasta septiembre de 2009. El centro de venta más grande de la compañía es Kaufhaus des Westens (KaDeWe) en Berlín, mientras que el centro de venta Karstadt más grandes está en Fráncfort. El 11 de mayo de 2009, la compañía solicitó al gobierno ayuda financiera por problemas de liquidez. El 6 de junio de 2009 la empresa anuncia que ya no está en situación de hacer frente al pago de los alquileres de sus establecimientos, que habían sido vendidos y realquilados. El 9 de junio de 2009 la compañía se declaró en bancarrota.

## Historia
El 14 de mayo de 1881, Rudolph Karstadt inauguró su primera tiena Tuch-, Manufaktur- und Konfektionsgeschäft Karstadt (Centro de producción de telas, manufacturas y confecciones Karstadt) en Wismar. En 1884 se abrió el segundo establecimiento en Lübeck. Pronto ya eran 24 los comercios abiertos en el norte de Alemania. En 1920 el negocio se convirtió en una sociedad anónima. En 1984, Karstadt adquirió el negocio de venta por catálogo Neckermann Versand. En 1994, adquirió la cadena Hertie, a la que pertenecía KaDeWe. En 1999 finalmente se fusionó con Quelle AG para dar lugar a KarstadtQuelle AG, que se renombró en Arcandor AG el 1 de julio de 2007. El director ejecutivo desde 2009 es Karl-Gerhard Eick.

## Divisiones de Arcandor AG
Arcandor está presente en las siguientes divisiones:
- Venta directa:
  - General: Karstadt, KaDeWe, Wertheim, Alsterhaus, Oberpollinger, WoM (World of Music), Schaulandt, LeBuffet, Fox Markt
  - Comercios especializados: KarstadtSport (material deportivo)
- Venta por catálogo:
  - General: neckermann.de (until 2005 known as Neckermann Versand), Quelle
  - Especializado: Walz, Hess Natur, Fritz Berger, Madeleine, BON'A PARTE, clinic+job-dress, DK Berufsmoden, Simon Jersey
- Servicios:
  - Turismo: Bucher Reisen, Thomas Cook Group (participada en el 52%[3])
  - Servicios financieros: KarstadtQuelle Bank, KarstadtQuelle Finanz Service
  - Otros servicios: Customer Advantage Program (HappyDigits), Itellium, KarstadtQuelle Information Services

Si se unieran todos los sitios en línea de Arcandor se encuentran entre los 10 más populares por visitas únicas al mes entre los internautas alemanes. La mayoría de las visitas se producen en los sitios de la versión en línea de los comercios con redes de tiendas.

## Bancarrota
En junio de 2009 Arcandor presentó suspensión de pagos después de que su solicitud al gobierno federal de un crédito de 650 millones fuera rechazado. Tras la bancarrota, Thomas Cook dejó de formar parte de Arcandor.